# Montivilliers
Montivilliers este o comună franceză situată în departamentul Seine-Maritime, în regiunea Normandia.
Comuna este a doua ca mărime din comunitatea urbană denumită Le Havre Seine Métropole, după numărul de locuitori, după Le Havre.

## Geografie

### Localizare
Comuna este situată pe malul drept al Senei, la aproximativ zece kilometri de Le Havre.

### Comune limitrofe
| Octeville-sur-Mer  | Fontenay | Épouville              |
| Fontaine-la-Mallet |          | Saint-Martin-du-Manoir |
| Le Havre           | Harfleur | Gonfreville-l'Orcher   |

### Hidrografie

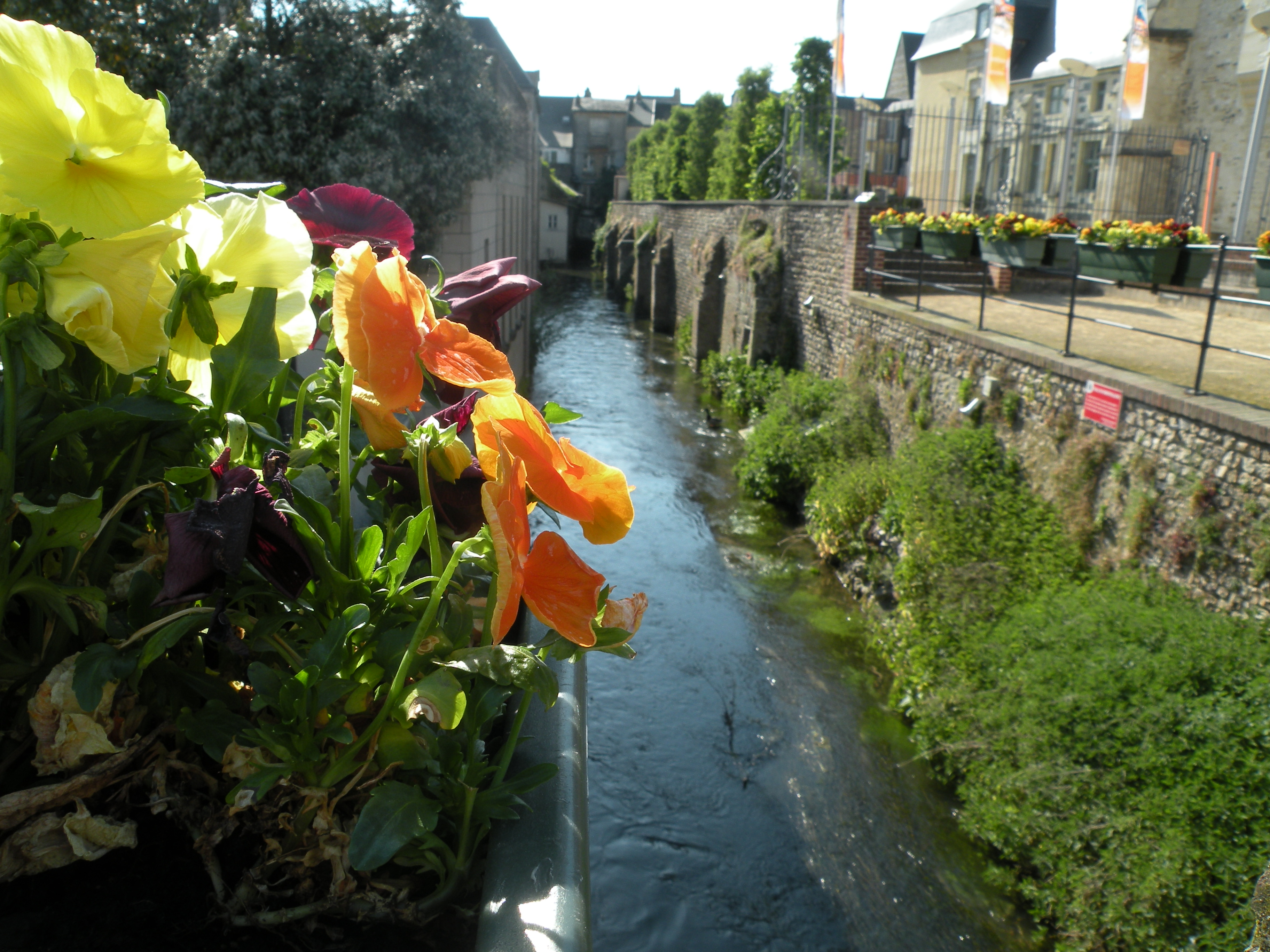
Râul Lézarde traversează centrul comunei.

Comuna este traversată de un râu numit Lézarde.
Acest râu a fost divizat artificial în două brațe încă din Evul Mediu, pentru a înmulți numărul morilor.
În Evul Mediu, râul Lézarde era mult mai lat decât este astăzi și mai puțin colmatat, ceea ce a permis dezvoltarea unei activități portuare semnificative la Montivilliers. De fapt, râul se vărsa direct în mare și beneficia de efectele mareei de mai multe ori pe zi, asigurând astfel un sistem eficient de curățare naturală. Astăzi, Lézarde este înconjurat de trasee de plimbare foarte apreciate de locuitorii din Montivilliers. De la sfârșitul secolului al XIX-lea, râul se varsă în canalul Tancarville, pe teritoriul comunei Harfleur.

### Clima
În 2010, clima comunei era de tip oceanic pur, conform unui studiu realizat de CNRS, bazat pe o serie de date care acoperă perioada 1971-2000. În 2020, Météo-France a publicat o tipologie a climei din Franța metropolitană, în care comuna este expusă unui climat oceanic și se află în regiunea climatică „Côtes de la Manche orientale”, caracterizată printr-un nivel scăzut de însorire (1.550 h/an), o umiditate ridicată a aerului (peste 20 de ore/zi cu umiditate relativă > 80% iarna) și vânturi frecvente și puternice. În paralel, GIEC Normand, un grup regional de experți în climat, a diferențiat, într-un studiu din 2020, trei mari tipuri de climat pentru regiunea Normandia, nuanțate la o scară mai fină de factorii geografici locali. Conform acestui zonaj, comuna este expusă unui „climat maritim”, corespunzător regiunii Pays de Caux, rece, umed și ploios, ușor mai rece decât în Cotentin.
Pentru perioada 1971-2000, temperatura medie anuală este de 10,9 °C, cu o amplitudine termică anuală de 12,7 °C. Cantitatea medie anuală de precipitații este de 859 mm, cu 12,7 zile de precipitații în ianuarie și 8,5 zile în iulie. Pentru perioada 1991-2020, temperatura medie anuală observată la stația meteorologică situată în comuna Octeville-sur-Mer la 5 km distanță în linie dreaptă, este de 11,4 °C, iar cantitatea medie anuală de precipitații este de 761,1 mm. Pentru viitor, parametrii climatici estimati pentru comună pentru anul 2050, conform diferitelor scenarii de emisii de gaze cu efect de seră, pot fi consultati pe un site dedicat publicat de Météo-France în noiembrie 2022.

## Urbanism

### Tipologie
La 1 ianuarie 2024, Montivilliers este clasificată drept un centru urban intermediar, conform noii grile comunale de densitate în șapte niveluri, definită de INSEE (Institutul Național de Statistică și Studii Economice) în 2022. Aparține unității urbane a orașului Le Havre, o aglomerație intra-departamentală care reunește 18 comune, dintre care Montivilliers este o comună suburbană. De asemenea, Montivilliers face parte din zona metropolitană  a orașului Le Havre, fiind o comună din coroana acestuia. Această zonă include 116 comune și este clasificată în zonele cu 200.000 până la mai puțin de 700.000 de locuitori.

### Utilizarea terenului
Utilizarea terenurilor în comuna Montivilliers, conform bazei de date europene privind ocuparea biogeografică a terenurilor Corine Land Cover (CLC), este marcată de predominanța teritoriilor agricole (57,7% în 2018), în scădere față de 1990 (59,3%). Distribuția detaliată în 2018 este următoarea: terenuri arabile (47,6%), zone urbanizate (28%), pajiști (6,7%), păduri (6,3%), zone industriale sau comerciale și rețele de comunicații (5,5%), zone agricole eterogene (3,4%) și spații verzi artificializate, non-agricole (2,5%). Evoluția ocupării terenurilor în comună și a infrastructurilor sale poate fi observată pe diferitele reprezentări cartografice ale teritoriului: harta Cassini (secolul XVIII), harta de stat-major (1820-1866) și hărțile sau fotografiile aeriene ale IGN pentru perioada actuală (1950 până în prezent).

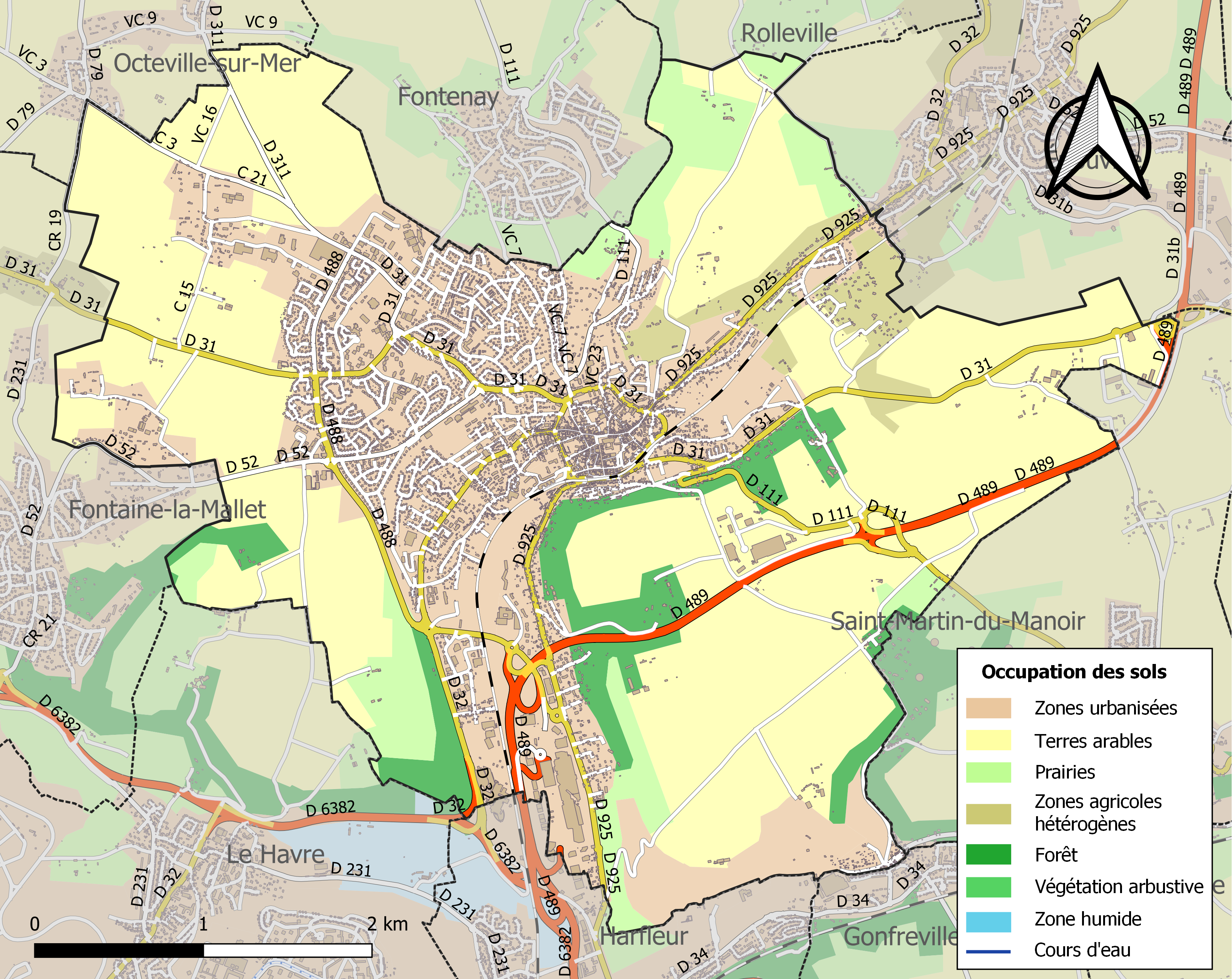
Harta infrastructurii și utilizării terenului a comunei în 2018 (CLC).

## Toponimie
Numele localității este atestat sub forma Villare în secolul al VIII-lea, Monasterium que dicitur Villare în jurul anului 1034, și Villaris Monasterii între 1063 - 1066.
Montivilliers își datorează numele abației de maici fondată în secolul al VIII-lea, combinând numele primitiv vilier („sat”) cu termenul mon(s)tier („biserică, mănăstire”).

## Istorie

### Preistorie
Cercetările arheologice efectuate în anii 1970 au scos la iveală urme de viață datând din Paleolitic, indicând existența unor triburi care s-au stabilit în regiune, probabil atrase de numeroasele pâraie și de abundența de vânat prezentă în acea perioadă. De asemenea, au fost descoperite urme de viață din Neolitic, inclusiv locuințe pe platoul Grand Épaville, datând din perioada 2500-1700 î.Hr.

### Antichitate
Câteva obiecte galice, precum topoare de jad și de bronz, au fost descoperite pe versanții care domină orașul. De asemenea, a fost atestată existența unui drum roman care lega Harfleur de Montivilliers, distrus de englezi în 1415.

### Vremea Sfântului Filibert
Între 682 și 684, în timpul unei călătorii la Jumièges, sfântul Philibert a fondat aici o mănăstire de maici la cererea sfântului Ouen, episcop de Rouen. Această mănăstire a fost complet distrusă de vikingi și a fost reconstruită abia la începutul secolului al XI-lea, de data aceasta cu călugări, aflați sub dependența abației din Fécamp. Nicio urmă arhitecturală a acestei mănăstiri nu a fost găsită, iar locația sa exactă în oraș rămâne necunoscută.

### Evul Mediu

#### Abația

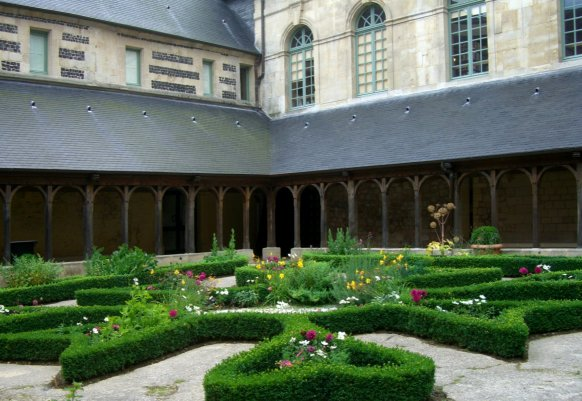
Claustrul restaurat al abației.

În 1035, ducele Robert Magnificul a acordat autonomie mănăstirii, care a redevenit o abație de maici. Abația a fost înzestrată cu numeroase bunuri în regiune, ceea ce i-a permis, sub conducerea stareței Élisabeth în a doua jumătate a secolului al XI-lea, să întreprindă lucrările de construcție a marii biserici, un excelent exemplu de arhitectură normandă din epoca lui William Cuceritorul. Robert Magnificul, prin impulsionarea reconstrucției abatiei distruse de vikingi, a dorit să restaureze biserica „în vechea sa splendoare, din care fusese decăzută din cauza violenței prădătorilor”. Ducele Normandiei a acordat abației o excepție totală și completă, înlocuind astfel autoritatea seculară și ecleziastică. Acest statut, invidiat de alte mănăstiri normande, a fost în mare parte responsabil pentru dezvoltarea și influența abației.
În secolul al XV-lea, parohia Saint-Sauveur, care primise primele șapte travee ale navei, a demolat partea sa nordică pentru a o dubla cu o navă gotică largă. Din secolul al XVI-lea până în secolul al XVIII-lea, abația și-a menținut influența, în special în timpul abatelui Louise de L’Hospital (1596-1643).

#### Dezvoltarea Orașului

##### Renașterea mănăstirii
Reconstrucția și dezvoltarea vieții în abația din Montivilliers au stimulat economia locală, atrăgând treptat populația în jurul abației. Ca urmare, ducele Normandiei i-a acordat statutul de comună printr-o scrisoare datată 8 iulie 1202. Secolul al XIII-lea a fost marcat de dezvoltarea orașului și, inevitabil, de pauperizarea unei părți a populației. Starețele au încercat să limiteze acest fenomen distribuind pâine și, mai târziu, oferind monede în zilele de sărbătoare.

##### Secolul al XIV-lea și apogeul
Secolul al XIV-lea marchează apogeul influenței economice și culturale a orașului Montivilliers. Activitățile de tăbăcărie și draperie erau principalele meșteșuguri practicate în zonă. De asemenea, existau un atelier de construcții navale și saline. Țesăturile din Montivilliers erau renumite ca fiind printre cele mai frumoase din Franța și erau exportate în toată Europa. Râul Lézarde, mult mai lat și mai adânc decât astăzi, permitea transportul cu nave, facilitând astfel comerțul de mărfuri până la Harfleur. Orașul găzduia, de asemenea, piețe și târguri regionale, devenind motorul economic al regiunii de la extremitatea Țării de Caux. Piețele aveau loc în fiecare joi, iar starețele colectau o taxă pe produsele vândute.
De remarcat că piața din Montivilliers se desfășoară și astăzi în centrul orașului, iar alte orașe din canton, cum ar fi Harfleur, au urmat această tradiție.

##### Războiul de 100 de ani

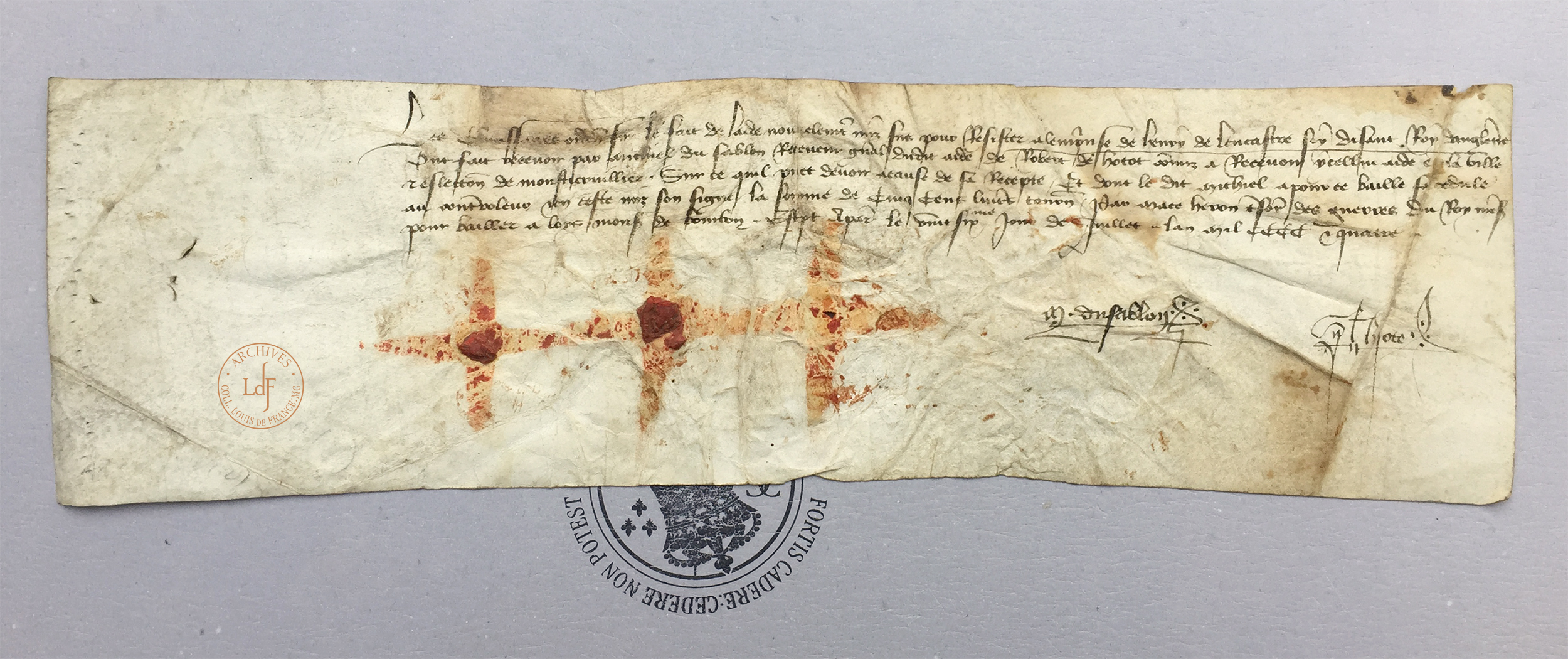
Războiul de 100 de Ani: Michel du Sablon, general-maestru al monedelor sub domnia lui Carol al VI-lea, a emis o chitanță pentru suma de 500 de livre oferite de Robert de Hotot pentru înarmarea orașului Montivilliers, „pentru a rezista pretențiilor lui Henric de Lancaster, care se autoproclamă Rege al Angliei”. Documentul a fost emis la Paris, pe 26 iulie 1404.

Războiul de 100 de Ani a marcat o perioadă dramatică pentru Franța și, în mod special, pentru Montivilliers. Comercianții și-au ascuns toate bunurile, trăind în teroarea partizanilor lui Carol cel Rău, care au invadat temporar orașul, au jefuit mănăstirea și au forțat fuga călugărițelor de la abație. După plecarea lor, locuitorii din Montivilliers au construit o fortăreață, ale cărei rămășițe de ziduri sunt vizibile și valorizate astăzi. Locuitorii au încercat să reziste asalturilor englezilor, care au devastat întreaga Țară de Caux. Populația persecutată a părăsit atunci zonele rurale. Montivilliers a capitulat pe 23 ianuarie 1419, iar călugărițele, acum supuse englezilor, s-au întors la mănăstire. Abia la sfârșitul anului 1449, englezii au părăsit orașul, iar sărbătoarea de Crăciun din acel an a fost marcată de un sentiment de libertate.

### Crearea portului Havre și declinul
După Războiul de 100 de Ani, orașul Montivilliers și-a redobândit o parte din economia locală, dar fără a atinge nivelul prosperității din secolul al XIV-lea. Pe 23 septembrie 1461, Ludovic al XI-lea a confirmat privilegiile comercianților de stofe din oraș, acordate de Carol al VI-lea al Franței, pentru a restabili comerțul orașului. Decizia de a crea actualul oraș Le Havre a fost anunțată populației din Montivilliers pe 26 ianuarie 1517 de către regele Francisc I. Această decizie a marcat un punct de cotitură major în istoria orașului. Portul Le Havre de Grâce a atras atunci toată atenția și investițiile regelui, în detrimentul Montivilliers, care a început să se sărăcească.

### Reforma protestantă
Reforma a avut un succes relativ în Normandia. În 1544, există deja dovezi ale prezenței protestanților la Montivilliers printr-un act tragic. La 18 decembrie 1544, doi protestanți din Montivilliers, Richard Pouchet și Vincent Périer, au fost arși de vii în fața abației, din ordinul parlamentului de Rouen, pentru „propuneri eretice”.
Începând cu 1557, Jean Venable, un librar ambulant din Dieppe, a răspândit în Țara de Caux și în Basse-Normandie scrierile lui Martin Luther și Jean Calvin. Mulți dintre protestanții din Montivilliers erau drapieri, contribuind astfel la faima și bogăția orașului. Aceste scrieri au jucat un rol important în consolidarea Reformei în regiune, unde o parte semnificativă a populației, inclusiv meșteșugarii, a adoptat noile idei religioase.
În 1551, pastorul Godard, originar din Bolbec și format la Geneva, a venit să predice la Montivilliers la cererea burghezilor orașului. Slujbele religioase adunau între 3.000 și 5.000 de persoane. Cronica menționează că, de Paștele din 1561, el a primit la Cina Domnului 850 de noi catehumeni adulți. În tumultul războaielor religioase, protestanții și-au găsit refugiu pentru a-și celebra cultul, începând din 1561, la conacul Bévilliers, reședința seniorului din Harfleur. Un templu a fost amenajat într-o clădire din curtea conacului, dar acesta a fost distrus în 1679, din ordinul parlamentului de Paris.
În noiembrie 1685, Montivilliers a fost scena unei dragonnade conduse de comandantul Marillac. Dragonii regelui au ocupat orașul pentru a aresta protestanții și a-i obliga să „abjure” credința protestantă. La 27 aprilie 1688, un vas închiriat „pe cheltuiala regelui” a expulzat către Anglia 94 de protestanți din Montivilliers, Rouen, Le Havre, Lillebonne, Fécamp, Caudebec și Gisors, închiși în castelul din Dieppe, care refuzau să „semneze abjurarea”. În timpul persecuțiilor din perioada lui Ludovic al XIV-lea, protestanții s-au adunat în secret pentru a celebra cultul în locuri izolate, numite „în deșert”. În Pointe de Caux, au existat mai multe astfel de locuri în Saint-Antoine-la-Forêt, Saint-Nicolas-de-la-Taille, Mélamare și Tancarville, adesea în păduri, hambare sau cariere.
Isaac Lecourt (1669-1693), fiul unui negustor de țesături din Montivilliers, avea 16 ani în timpul dragonnadei din noiembrie 1685 din oraș. Între 1686 și 1689, a devenit predicator clandestin în Țara de Caux, vizitând protestanții la domiciliu sau în închisori și organizând adunări „în deșert” cu participarea a peste două mii de persoane. În 1689, a plecat să predice în Basse-Normandie. În aprilie 1693, a fost arestat la Caen și judecat, dar soarta sa ulterioară rămâne necunoscută.
Alți predicatori din Țara de Caux i-au urmat lui Isaac Lecourt: Jean Boivin (din Virville), un anume Godard (din Bolbec) și Jacques Morel (din Criquetot-l'Esneval).
În 1787, cu ocazia Edictului de toleranță al regelui Ludovic al XVI-lea, bogata comunitate protestantă din Montivilliers a construit în afara zidurilor orașului, pe un teren al familiei Barnage, actualul templu magnific, adevărată bijuterie a arhitecturii Louis XVI, cel mai vechi templu la nord de Cévennes care este încă folosit (în afara Alsaciei - Montbéliard), clasat în inventarul suplimentar al Monumentelor istorice.
Templul este încă înconjurat de micul său cimitir protestant, și el încă în uz.

### Revoluția Franceză
Orașul a fost reședința districtului său între 1790 și 1795 și a absorbit, între 1795 și 1800, comunele învecinate Porte Assiguet, Porte Châtel și Porte Chef de Caux.
Abatia a fost abandonată de călugărițe în 1792; în perioada revoluționară, a fost ocupată în diverse moduri: birouri, închisoare, garnizoană, depozite, grajduri, etc.
1804 – Montivilliers își instalează primul pastor oficial plătit de stat, pastorul David Frédéric Fallot, născut în 1768 la Montbéliard (luteran). La acea vreme, erau înregistrați 1 370 de protestanți în parohia Montivilliers.

### secolul al XIX-lea

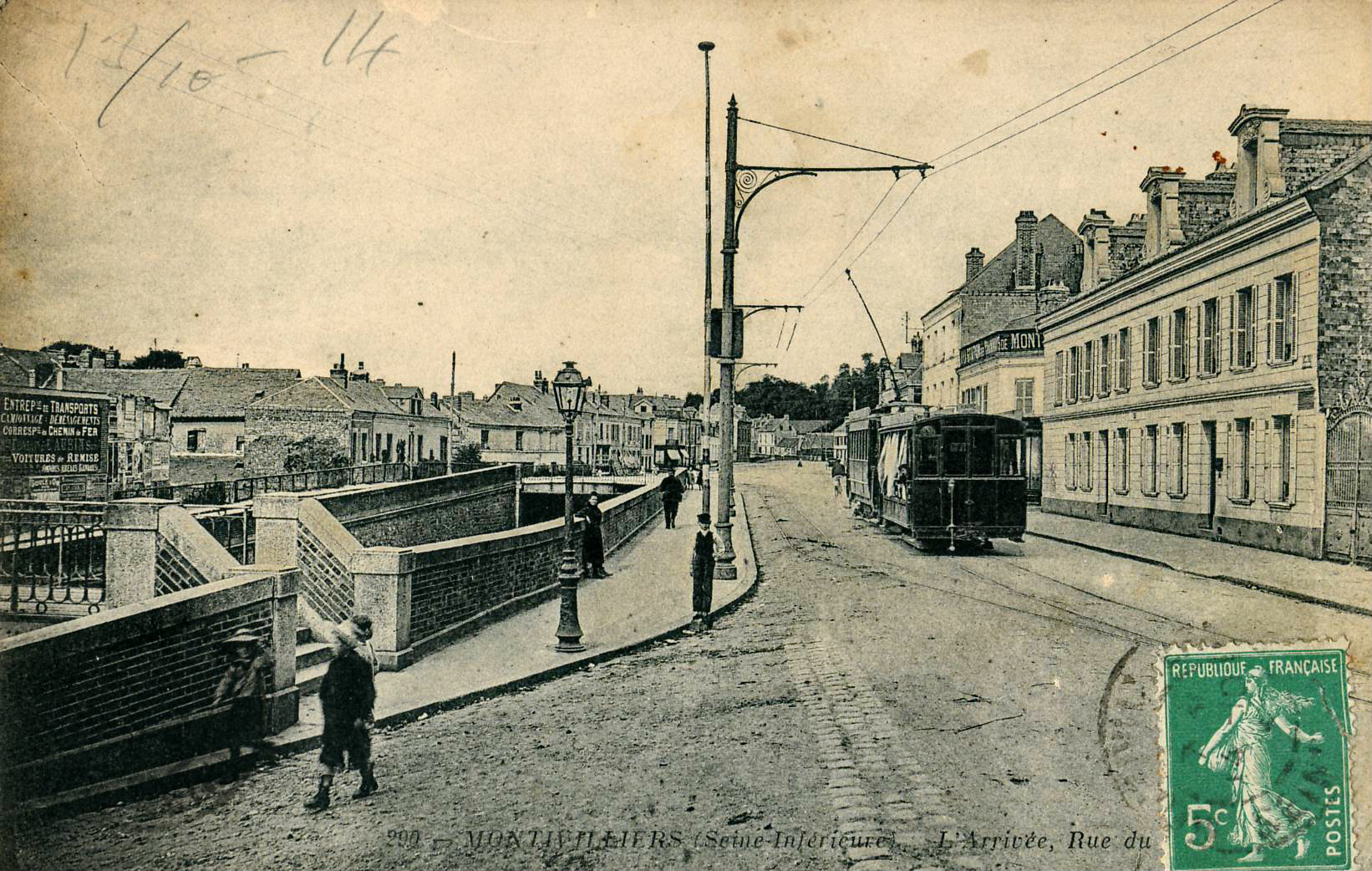
Orașul a fost deservit de vechiul tramvai din Le Havre, al cărui vagon poate fi văzut aici, din 1899 până în al Doilea Război Mondial. Vagonul se află aici la intrarea în oraș, pe bulevardul Foch.

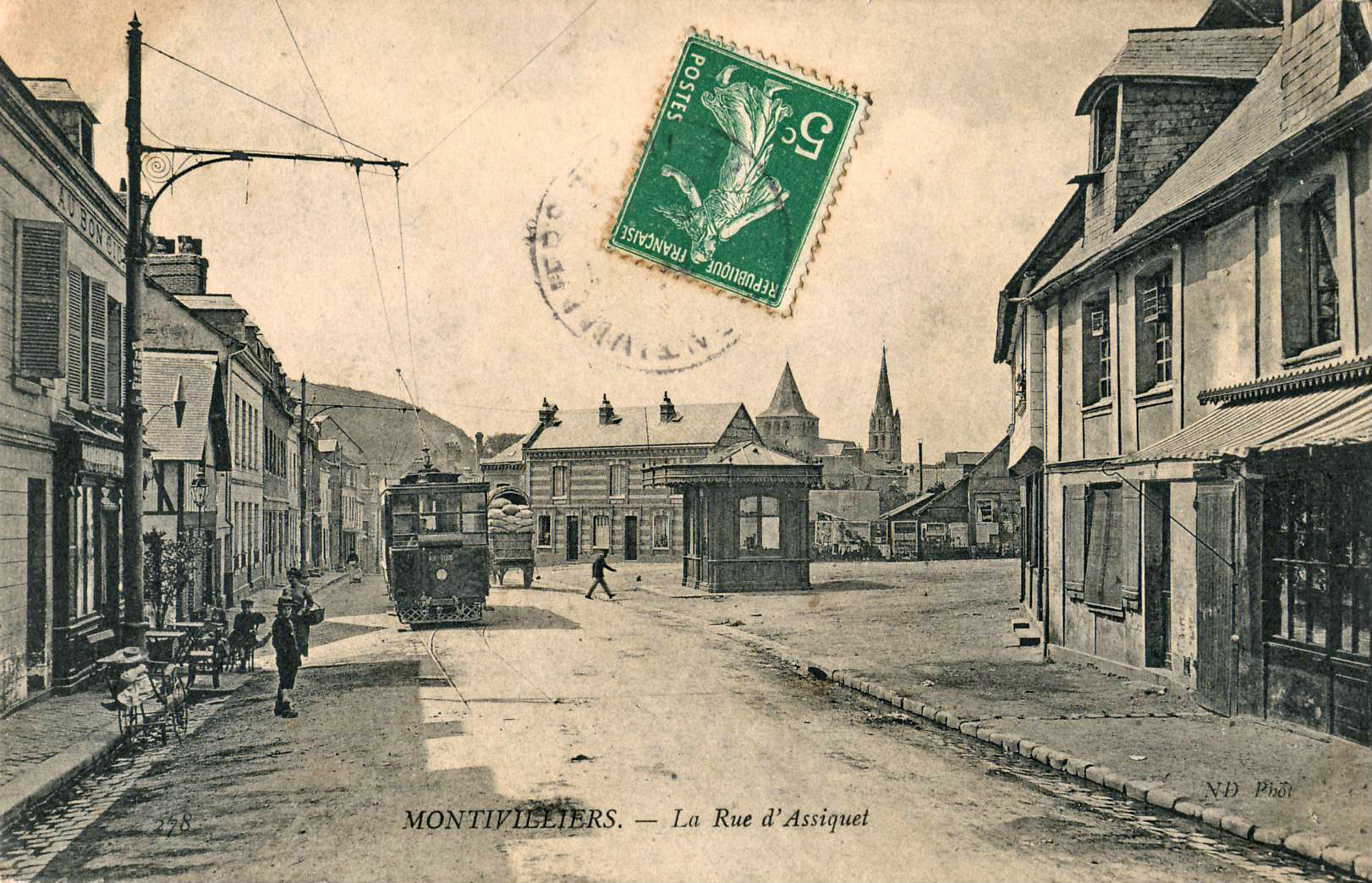
Strada d'Assiquet și tramvaiul.

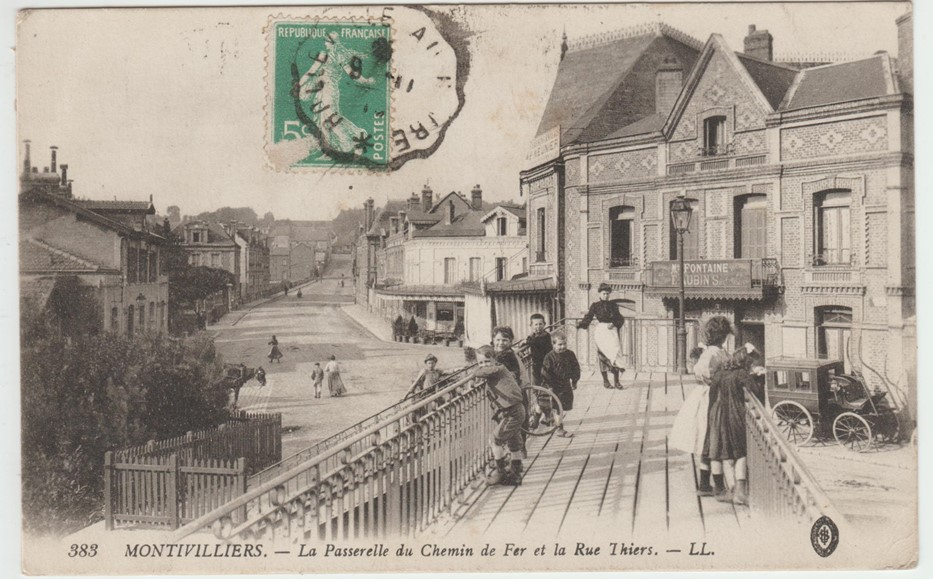
Fotografie veche a Pasarelei Căii Ferate și a străzii Thiers din Montivilliers.

Clădirile abației au fost vândute în 1811 și au fost folosite pe parcursul secolului al XIX-lea în scopuri industriale (filatură de bumbac, apoi rafinărie de zahăr și, în cele din urmă, fabrică de bere în 1857), fiind ulterior transformate în depozite, garaje și spații de locuit.

### Al Doilea Război Mondial
În timpul "războiului ciudat" și în timpul campaniei din Franța, în mai-iunie 1940, Montivilliers a găzduit vânători de munte cantonați în casele de pe strada Vattelière. În jurul orașului, trupele Diviziei 51 Highland au staționat și veneau adesea în oraș. Nu au avut loc lupte în această perioadă.
Trupele germane au ajuns în orașul Montivilliers începând cu 13 iunie 1940. Ocupația a început prin stabilirea unor zone de cantonament pentru trupe, în special în școlile din oraș, care au fost rechiziționate. Vilele frumoase (de pe bulevardul Foch și impasse des Villas, precum și la începutul bulevardului Clemenceau și castelele din Ardennes sau Payénière) au fost folosite pentru a găzdui ofițerii.
De la sfârșitul anului 1940, rezistența începe să se organizeze la Montivilliers, desfășurând câteva acțiuni limitate, cum ar fi tăierea firelor telefonice sau spargerea cauciucurilor vehiculelor. În noaptea de 18 spre 19 septembrie 1941, au fost trase focuri de armă asupra santinelei de la școala de băieți (actuala școală Jules-Ferry), unul dintre rarele exemple de acțiuni vizibile împotriva trupelor germane înainte de eliberare. Rețelele de rezistență au rămas cât mai discrete posibil, ceea ce a întârziat organizarea orei H, sub secțiunea Buckmaster. Construcția blockhaus-urilor pentru fortăreața din Le Havre le-a permis unor rezistenți să se infiltreze și să cartografieze buncărele, care erau construite la cererea organizației Todt. Birourile de recrutare se aflau la primărie, la 22 rue Thiers și la 58 avenue Foch, precum și la 6 rue Bonvoisin pentru reclamații.
În noaptea de 5 spre 6 iunie 1944, un planor s-a prăbușit într-un câmp de la ferma Lemaître, pe drumul către Octeville. Acesta a devenit rapid obiectul dorit al colecționarilor de suveniruri, însă foarte curând santinelele germane au fost postate pentru a permite distrugerea planorului.
La 1 septembrie 1944, în jurul orei 15:00, Trupa 1 din escadronul blindat al brigăzii Piron ajunge la Montivilliers pentru misiuni de observație. Înlocuită pe 2 septembrie de Divizia 49 West Riding britanică, brigada Piron, deși a fost prima trupă aliată pe solul din Montivilliers, nu va participa la eliberarea orașului. Ea pleacă în direcția Bruxellesului, pe care îl eliberează pe 4 septembrie.
Data reținută pentru aniversarea eliberării orașului rămâne 2 septembrie, deoarece în această zi primul motociclist englez a ajuns în recunoaștere în centrul orașului. Tot în aceeași zi, armele luate de FFI cu o zi înainte au fost predate. Primul foc de represalii a lovit orașul, fiind primul dintr-o serie de 8 zile de tiruri din partea trupelor germane retrase pe platoul de la Épremesnil.
În ziua operațiunii Astonia, Montivilliers a fost în prima linie a bătăliei pentru cucerirea orașului Le Havre.
Mai puțin afectat decât Le Havre sau Fontaine-la-Mallet, Montivilliers a fost totuși în centrul bătăliei pentru cucerirea orașului Le Havre, deoarece multe dintre pozițiile fortificate ale „Festung Le Havre” se aflau în mare parte pe teritoriul său. În plus, echipele de apărare pasivă și voluntarii au venit în ajutorul sinistraților din Montivilliers, dar și din Le Havre și Fontaine-la-Mallet.
În urma tirului de represalii, orașul a înregistrat 600 de locuințe avariate, 120 de răniți, dintre care câțiva grav, și 22 de morți.
Războiul din 1939-1945 a făcut 35 de victime printre soldații din Montivilliers.
În 1968, parohia protestantă din Montivilliers a fost atașată de cea din Le Havre.
În 1975, municipalitatea din Montivilliers a inițiat o reflecție asupra viitorului sitului abatial, care s-a concretizat în 1977. Prima etapă a lucrărilor a permis instalarea bibliotecii Condorcet în locuința abateselor în 1994. A doua etapă, realizată între 1997 și 2000, a permis restaurarea spațiilor în arhitectura lor originală, crearea traseului-spectacol „Cœur d’Abbaye” și amenajarea unei săli de expoziții temporare în refectoriul gotic.

## Populația și societatea

### Date demografice
Evoluția numărului de locuitori este cunoscută prin recensămintele populației efectuate în comuna respectivă începând din 1793. Pentru comunele cu mai puțin de 10 000 de locuitori, un recensământ al întregii populații este realizat la fiecare cinci ani, populațiile legale pentru anii intermediari fiind estimate prin interpolare sau extrapolare.
În 2021, comuna număra 15457 locuitori, în scădere cu -3,49 % față de 2015 (Seine-Maritime: −0,14 %, Franța fără Mayotte: +1,84%).
| An        | 1793 | 1821 | 1841 | 1856 | 1876 | 1886 | 1901 | 1921 | 1936 | 1962 | 1982  | 2006  | 2016  | 2021  |
| --------- | ---- | ---- | ---- | ---- | ---- | ---- | ---- | ---- | ---- | ---- | ----- | ----- | ----- | ----- |
| Populație | 1886 | 3603 | 3920 | 4078 | 4261 | 5157 | 5491 | 6425 | 6980 | 8427 | 15030 | 16174 | 15942 | 15457 |

## Cultura și patrimoniul local

### Locuri si monumente
- Abatia din Montivilliers[38] și muzeul „Cœur d'Abbaye” sunt compuse din clădiri restaurate, destinate primirii vizitatorilor și expozițiilor culturale.
- Templul protestant[39] (1787);
- Zidurile medievale și turnul medieval Vattelière[40];
- Osuarul Brisgaret[41];
- Conacul Épaville[42], situat într-o fermă tradițională normandă;
- O casă din secolul al XVI-lea[43], situată pe strada Vieille-Cohue.
- Conacul de Réauté: situat într-un mic cătun la nord-vest de oraș, a fost subiectul unei picturi realizate de Raimond Lecourt.
- Castelul Grand Colmoulins (distrus).

### Patrimoniul natural
- Malurile râului Lézarde[4].
- Champ de foire, plantat cu arbori seculari, sit clasat (1932).

### Personalități
- Robert I al Normandiei (cca. 1010 – 2 iulie 1035), supranumit Robert cel Liberal sau, mai frecvent, Robert cel Magnific, a reorganizat abația din Montivilliers, înlocuind călugării cu călugărițe, la inițiativa mătușii sale, Béatrice de Normandia.
- Louis-Georges de Bréquigny (1715-1795), istoric și paleograf.
- Georges Laugée (1853-1937), artist pictor născut la Montivilliers.
- André Messager (1853-1929), dirijor și muzician. Orchestra din Montivilliers poartă numele său, la fel ca și strada unde a locuit (anterior cunoscută sub numele de rue des Villas).
- Raymond Lecourt (1882-1946), pictor.
- Jean Prévost (1901-1944), scriitor și rezistent francez (Capitaine Goderville); tatăl său a fost directorul școlii primare superioare din Montivilliers.
- René Bihel (1916-1997), fotbalist și antrenor francez.
- Pierre Aubery (1920-2009) a fost supraveghetor la Școala primară superioară, la sfârșitul anilor 1930.
- Vincent Collet (1963), fost jucător de baschet la Montivilliers, apoi la Le Mans, a fost de asemenea selecționerul echipei naționale de baschet a Franței.
- Édouard Mendy (1992-), fotbalist internațional senegalez, a fost portar la Chelsea FC.

## Înfrățiri
- Germania – Nordhorn - din 1963[44]
- Burkina Faso – Nasséré - din 2002[45]